# Džamija Mehmed-paše Sokolovića (Rudo)
Džamija Mehmed-paše Sokolovića je džamija koja se nalazi u mjestu Sokolovići pokraj Rudog. Nalazi se u sastavu Medžlisa Islamske zajednice Rudo, u okvirima Goraždanskog muftiluka. 

## Povijest
Mehmed-paša Sokolović je rođen u selu Sokolovići, na desnoj obali rijeke Lim, nedaleko od Rudog. Graditelj je najvrijednijih kulturno-povijesnih spomenika na prostoru Bosne i Hercegovine kao što su Ćurpija na Drini u Višegradu, Most na Žepi, Arslanagića most u Trebinju, Kozja ćuprija pokraj Sarajeva i Vezirov most u Podgorici. U svom rodnom mjestu podigao je džamiju.
Džamija je sagrađena 1557. godine. Nakon što su je srušili pripadnici Vojske Republike Srpske u ratu u Bosni i Hercegovini obnovljena je 2007. godine. Smještena je na uzvišenju, na desnoj obali Lima, pored regionalnog puta Višegrad–Rudo. U sklopu džamijskog kompleksa nalazi se mjesno mezarje i spomen česma. Prema legendi Mehmed-paša je sagradio džamiju ocu Dimitriju, koji je prelaskom na islam postao Sinan beg. Majci Mariji sagradio je crkvu, čiji su ostaci zarasli, te nikad nije obnovljena. U selu je izgradio i vodovod, koji je i danas u funkciji, nakon pet stoljeća.

## Vanjske poveznice
- Džamija Mehmed-paše Sokolovića